# Emergency on Planet Earth
Albums de Jamiroquai
The Return of the Space Cowboy
(1994)
Singles
1. When You Gonna Learn
Sortie : 19 octobre 1992
2. Too Young to Die
Sortie : 1er décembre 1992
3. Blow Your Mind
Sortie : 24 avril 1993
4. Emergency on Planet Earth
Sortie : 2 août 1993

Emergency on Planet Earth est le premier album du groupe de funk et d'acid jazz Jamiroquai, sorti le 14 juin 1993 sous le label Sony Soho Square.
Cet album est surtout connu pour les chansons Too Young to Die et Emergency on Planet Earth. La chanson When You Gonna Learn montre que le groupe soutient fortement l'écologie et dénonce l'action des braconniers, chasseurs et leur impact sur la disparition d'espèces animales.
Les critiques pour cet album sont plutôt bonnes mettant en avant un son prenant son inspiration dans les années 1970. Une réédition de l'album est sortie en 2013 avec une version remastérisée des pistes et un second disque comprenant des inédits, des lives et des remixes, pour les vingt ans de l'album.

## Single
- When You Gonna Learn est le 1er single, il sort le 19 octobre 1992 et il arrive 1er du classement UK Dance Chart au Royaume-Uni[2].
- Too Young to Die est le 2e single, il sort le 1er mars 1993 et il arrive 1er du classement UK Dance Chart au Royaume-Uni[3] et 3e du European Dance Radio Chart[4]. La version single à une durée plus courte que version de l'album (3:23 contre 6:05)[5].
- Blow Your Mind est le 3e single, il sort le 24 mai 1993 et il arrive 2e du classement UK Dance Chart au Royaume-Uni[6] et 5e du European Dance Radio Chart[7]. La version single à une durée plus courte que version de l'album (3:56 contre 8:32)[8].
- Emergency on Planet Earth est 4e et dernier single, il sort le 2 août 1993 et il arrive 4e au classement Hot Dance Club Songs aux États-Unis.

## Réception

### Nominations et récompenses
L'année suivant la sortie de l'album, le groupe fut nommé plusieurs fois aux Brit Awards de 1994. Le groupe fut nommé dans les catégories Brit Award for Best New Artist (Révélation britannique), Best British Group (Meilleur groupe britannique) et Best British Dance Act (Meilleur artiste dance britannique). L'album fut nommé dans la catégorie Best British Album (Meilleur album britannique). Enfin, le clip du titre Too Young to Die fut nommé dans la catégorie Best British Video (Meilleure vidéo britannique). Malgré les cinq nominations, le groupe est reparti les mains vides.

## Liste des chansons
| Édition standard | Édition standard                  | Édition standard         | Édition standard | Édition standard | Édition standard | Édition standard | Édition standard | Édition standard | Édition standard |
| No               | Titre                             | Auteur                   | Durée            |                  |                  |                  |                  |                  |                  |
| ---------------- | --------------------------------- | ------------------------ | ---------------- | ---------------- | ---------------- | ---------------- | ---------------- | ---------------- | ---------------- |
| 1.               | When You Gonna Learn (Digeridoo)  | Jay Kay                  | 3:50             |                  |                  |                  |                  |                  |                  |
| 2.               | Too Young to Die                  | Jay Kay, Toby Smith      | 6:05             |                  |                  |                  |                  |                  |                  |
| 3.               | Hooked Up                         | Jay Kay, Toby Smith      | 4:36             |                  |                  |                  |                  |                  |                  |
| 4.               | If I Like It, I Do It             | Jay Kay, Nick Van Gelder | 4:52             |                  |                  |                  |                  |                  |                  |
| 5.               | Music of the Mind                 | Jay Kay, Toby Smith      | 6:23             |                  |                  |                  |                  |                  |                  |
| 6.               | Emergency on Planet Earth         | Jay Kay, Toby Smith      | 4:04             |                  |                  |                  |                  |                  |                  |
| 7.               | Whatever It Is, I Just Can't Stop | Jay Kay                  | 4:07             |                  |                  |                  |                  |                  |                  |
| 8.               | Blow Your Mind                    | Jay Kay, Toby Smith      | 8:32             |                  |                  |                  |                  |                  |                  |
| 9.               | Revolution 1993                   | Jay Kay, Toby Smith      | 10:17            |                  |                  |                  |                  |                  |                  |
| 10.              | Didgin' Out                       | Jay Kay, Wallis Buchanan | 2:37             |                  |                  |                  |                  |                  |                  |
| 55:23            |                                   |                          |                  |                  |                  |                  |                  |                  |                  |

| Réédition | Réédition                                      | Réédition                                                               | Réédition | Réédition | Réédition | Réédition | Réédition | Réédition | Réédition |
| No        | Titre                                          | Auteur                                                                  | Durée     |           |           |           |           |           |           |
| --------- | ---------------------------------------------- | ----------------------------------------------------------------------- | --------- | --------- | --------- | --------- | --------- | --------- | --------- |
| 1.        | When You Gonna Learn (Cante Hondo Mix)         | Jay Kay                                                                 | 5:48      |           |           |           |           |           |           |
| 2.        | When You Gonna Learn (Live at the Leadmill)    | Jay Kay                                                                 | 9:49      |           |           |           |           |           |           |
| 3.        | Too Young to Die (Extended Mix)                | Jay Kay, Toby Smith                                                     | 10:10     |           |           |           |           |           |           |
| 4.        | If I Like It, I Do It (Acoustic)               | Jay Kay, Nick Van Gelder                                                | 4:23      |           |           |           |           |           |           |
| 5.        | Emergency on Planet Earth (London Rican Mix)   | Jay Kay, Toby Smith                                                     | 7:14      |           |           |           |           |           |           |
| 6.        | Revolution 1993 (Original Demo)                | Jay Kay, Toby Smith                                                     | 10:19     |           |           |           |           |           |           |
| 7.        | Didgin' Out (Live at the Milky Way, Amsterdam) | Jay Kay, Wallis Buchanan                                                | 3:26      |           |           |           |           |           |           |
| 8.        | Brothers Like You (Live at Glastonbury)        | Jay Kay                                                                 | 4:32      |           |           |           |           |           |           |
| 9.        | God Make Me Funky (Live at Glastonbury)        | Bennie Maupin, Bill Summers, Paul Jackson, Mike Clark, DeWayne McKnight | 4:24      |           |           |           |           |           |           |
| 10.       | Music of the Mind (Live at Glastonbury)        | Jay Kay, Toby Smith                                                     | 6:21      |           |           |           |           |           |           |
| 1:06:08   |                                                |                                                                         |           |           |           |           |           |           |           |

## Classements
| Classement (1993)             | Meilleure position |
| ----------------------------- | ------------------ |
| Allemagne (Media Control AG)  | 17                 |
| Australie (ARIA)              | 21                 |
| Autriche (Ö3 Austria Top 40)  | 11                 |
| France (IFOP)                 | 7                  |
| Japon (Oricon)                | 40                 |
| Nouvelle-Zélande (RIANZ)      | 27                 |
| Pays-Bas (Mega Album Top 100) | 15                 |
| Royaume-Uni (UK Albums Chart) | 1                  |
| Suède (Sverigetopplistan)     | 13                 |
| Suisse (Schweizer Hitparade)  | 5                  |

| Classement (1993)       | Meilleure position |
| ----------------------- | ------------------ |
| Pays-Bas (Dutch Charts) | 84                 |
| France (SNEP)           | 14                 |

## Certifications
| Pays              | Certification | Unités certifiées |
| ----------------- | ------------- | ----------------- |
| France (SNEP)     | Platine       | 300 000           |
| Japon (RIAJ)      | Platine       | 200 000           |
| Pays-Bas (NVPI)   | Or            | 50 000            |
| Suisse (IFPI)     | Or            | 25 000            |
| Royaume-Uni (BPI) | Platine       | 300 000           |
| Monde             | -             | 1 200 000         |